# Luigi Corti
Luigi Corti (Gambarana, Pavía, 24 de octubre de 1823 - Roma, 18 de febrero de 1888) fue un conde italiano del Reino de Cerdeña que se desempeñó como político y diplomático de Cerdeña primero y más tarde del Reino de Italia.

## Biografía
Luigi Corti nació el 24 de octubre de 1823 en Gambarana, una pequeña población de la provincia de Pavía, entonces en la parte perteneciente al Reino de Cerdeña. De familia noble, se crio junto a su hermano Alfonso, un año y medio mayor a él, y asistió a la Universidad de Pavía de la que egresó en 1842 con un título en matemáticas. Tras ello, ingresó al servicio diplomático del Reino de Cerdeña.
Durante la primera guerra de Independencia italiana en 1848 (estallada por Cerdeña aprovechando las Revoluciones de 1848 en la Italia austriaca para liberar del dominio de Austria territorios del Reino lombardo-véneto), se alistó como voluntario para la artillería de Cerdeña-Piamonte y fue ascendido a teniente durante el conflicto.

### Carrera diplomática
Tras la guerra, se reincorporó al servicio diplomático en el mismo 1848. En 1850 sería nombrado secretario de la legación italiana en Londres (Reino Unido), donde estaría destinado hasta 1863, siendo ascendido en el transcurso del envío a consejero. En 1864, ya como diplomático del recién formado Reino de Italia, fue promovido a embajador ante el Reino de Suecia con residencia en Estocolmo como ministro extraordinario. En 1867, fue nombrado ministro plenipotenciario y embajador ante el Reino de España con residencia en Madrid. En abril de 1869 se le nombró embajador ante el Reino de los Países Bajos con residencia en La Haya. En febrero de 1870 embajador ante los Estados Unidos de América con residencia en Washington D. C. y desde agosto de 1875 embajador ante el Imperio otomano con residencia en Constantinopla.
Allí asistió a la Conferencia de Constantinopla, durante la cual fue promovido a «Ministro Extraordinario y Plenipotenciario de Primera Clase» en enero de 1877. Participaría en más congresos y conferencias como el Congreso de Berlín de 1878, la Conferencia sobre Montenegro en Constantinopla de 1880, la Conferencia sobre Grecia en Constantinopla 1881 o la Conferencia sobre Egipto en Constantinopla en 1882.
En febrero de 1887, logró la firma de los Acuerdos del Mediterráneo, hazaña que los historiadores consideran su último gran logro diplomático. Ese mismo año sería enviado como embajador a Londres, de donde volvería en octubre del mismo año por un cambio del gabinete gubernamental, retirándose de la diplomacia activa.

## Distinciones
- Gran Cruz de la Orden de los Santos Mauricio y Lázaro ( Italia, 3 de junio de 1883).
- Caballero Gran Cruz de la Orden de la Corona de Italia ( Italia).
- Comendador Gran Cruz de la Orden de la Estrella Polar ( Suecia).
- Oficial de la Orden de Leopoldo ( Bélgica).

## Memoria
Hay calles nombradas «Via Luigi Corti» en su memoria las siguientes ciudades italianas:
- Roma
- Chivasso
- Livorno